# Песочный (Архангельская область)
Не следует путать с посёлком Песочный в том же районе, включённым в 1963 году в черту рабочего посёлка Урдома.
Песо́чный — поселок в Ленском районе Архангельской области. Входит в состав Козьминского сельского поселения.

## География
Находится в юго-восточной части Архангельской области на расстоянии приблизительно 1 км на северо-восток от административного центра поселения села Козьмино на правобережье Вычегды.

## История
Поселок еще не был отмечен в 1939 году в составе местного сельсовета.

## Население
Численность населения: 110 человек (91 % русские) в 2002 году, 62 человек в 2010.